# Mike Ramsey
Michael Allen "Mike" Ramsey, född 3 december 1960 i Minneapolis i Minnesota, är en amerikansk före detta ishockeyspelare.
Ramsey blev olympisk guldmedaljör i ishockey vid vinterspelen 1980 i Lake Placid.